# Vunasti list
Vunasti list (lat. Eriophyllum), biljni rod od desetak vrsta trajnica iz porodice Asteraceae. Raširene su po obje Amerike, ali uglavnom u Sjevernoj, gdje ove vrste nazivaju 'vunasti suncokret'. 

## Vrste
1. Eriophyllum ambiguum, Kalifornija
2. Eriophyllum confertiflorum, SAD (Kalifornija), Meksiko (Baja California Norte)
3. Eriophyllum congdonii, Kalifornija
4. Eriophyllum jepsonii, Kalifornija
5. Eriophyllum lanatum, SAD (Idaho, Montana, Oregon, Washington)
6. Eriophyllum lanosum, SAD (Arizona, Kalifornija, Nevada, Novi Meksiko, Utah), Meksiko (Baja California Norte, Baja California Sur, Sonora)
7. Eriophyllum latilobum, Kalifornija
8. Eriophyllum mohavense, Kalifornija
9. Eriophyllum multicaule, Kalifornija
10. Eriophyllum nubigenum, Kalifornija
11. Eriophyllum pringlei, SAD (Arizona, Kalifornija, Nevada), Meksiko (Baja California Norte)
12. Eriophyllum staechadifolium, SAD (Kalifornija, Oregon)
13. Eriophyllum wallacei SAD (Arizona, Kalifornija, Nevada, Utah), Meksiko (Baja California Norte)